# Olympische Sommerspiele 2016/Leichtathletik – Hammerwurf (Männer)

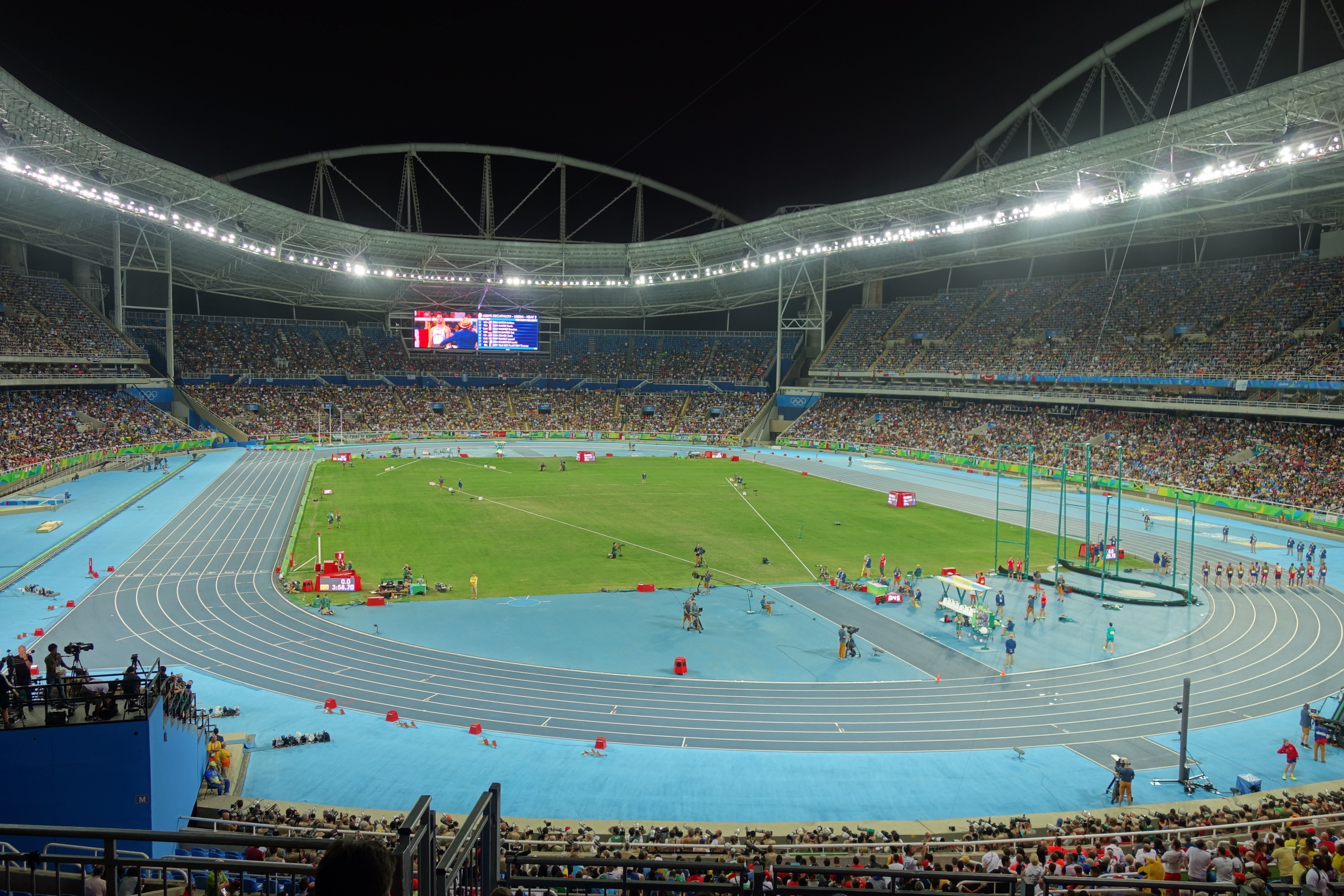
Innenraum des Estádio Olímpico João Havelange während der Spiele von Rio

Der Hammerwurf der Männer bei den Olympischen Spielen 2016 in Rio de Janeiro wurde am 17. und 19. August 2016 im Estádio Olímpico João Havelange ausgetragen. 32 Athleten nahmen teil.
Olympiasieger wurde der Tadschike Dilschod Nasarow, der vor dem Belarussen Iwan Zichan gewann. Der Pole Wojciech Nowicki errang die Bronzemedaille.
Athleten aus Deutschland, Österreich, der Schweiz und Liechtenstein nahmen nicht teil.

## Aktuelle Titelträger
| Olympiasieger                         | Krisztián Pars ( Ungarn)          | 80,59 m | London 2012    |
| Weltmeister                           | Paweł Fajdek ( Polen)             | 80,88 m | Peking 2015    |
| Europameister                         | Paweł Fajdek ( Polen)             | 80,93 m | Amsterdam 2016 |
| Nord-/Zentralamerika-/Karibik-Meister | Roberto Janet ( Kuba)             | 72,72 m | San José 2015  |
| Südamerika-Meister                    | Wagner Domingos ( Brasilien)      | 71,47 m | Lima 2015      |
| Asienmeister                          | Dilschod Nasarow ( Tadschikistan) | 77,68 m | Wuhan 2015     |
| Afrikameister                         | Eslam Ibrahim ( Ägypten)          | 68,92 m | Durban 2016    |
| Ozeanienmeister                       | Warren Button ( Neuseeland)       | 58,14 m | Cairns 2015    |

## Bestehende Rekorde
| Weltrekord         | Jurij Sedych ( Sowjetunion)    | 86,74 m | Stuttgart, BR Deutschland (heute Deutschland) | 30. August 1986    |
| Olympischer Rekord | Sergei Litwinow ( Sowjetunion) | 84,80 m | Finale OS Seoul, Südkorea                     | 26. September 1988 |

Der nun schon seit 28 Jahren bestehende olympische Rekord wurde auch bei diesen Spielen nicht erreicht. Der weiteste Wurf gelang Olympiasieger Dilschod Nasarow aus Tadschikistan in seinem fünften Versuch im Finale am 19. August auf 78,68 m. Damit blieb er 6,12 m unter dem Olympia- und 8,08 m unter dem Weltrekord.

## Legende
Kurze Übersicht zur Bedeutung der Symbolik – so üblicherweise auch in sonstigen Veröffentlichungen verwendet:
| – | verzichtet |
| x | ungültig   |

Anmerkungen:
- Alle Zeitangaben sind auf die Ortszeit Rio (UTC-3) bezogen.
- Alle Weiten sind in Metern (m) angegeben.

## Qualifikation
Die Qualifikation wurde in zwei Gruppen durchgeführt. Zwei Wettbewerber (hellblau unterlegt) übertrafen die den direkten Finaleinzug Weite von 76,50 m. Damit war die Mindestanzahl von zwölf Finalteilnehmern nicht erreicht. So wurde das Finalfeld mit zehn weiteren Wettbewerbern (hellgrün unterlegt) aus beiden Gruppen nach den nächstbesten Weiten aufgefüllt. Für die Teilnahme am Finale waren schließlich 73,74 m zu erbringen.

### Gruppe A
17. August 2016, 9:40 Uhr
| Platz | Name                   | Nation         | 1. Versuch | 2. Versuch | 3. Versuch | Weite (m) |
| ----- | ---------------------- | -------------- | ---------- | ---------- | ---------- | --------- |
| 1     | Wagner Domingos        | Brasilien      | 71,93      | 74,17      | 73,65      | 74,17     |
| 2     | Marcel Lomnický        | Slowakei       | 74,16      | x          | 73,47      | 74,16     |
| 3     | Jewhen Wynohradow      | Ukraine        | 73,46      | 71,85      | 73,95      | 73,95     |
| 4     | Ashraf Amgad el-Seify  | Katar          | 72,99      | 72,62      | 73,47      | 73,47     |
| 5     | Pawel Barejscha        | Belarus        | x          | x          | 73,33      | 73,33     |
| 6     | Roberto Janet          | Kuba           | 72,77      | 71,53      | 73,23      | 73,23     |
| 7     | Paweł Fajdek           | Polen          | x          | 71,33      | 72,00      | 72,00     |
| 8     | Rudy Winkler           | USA            | x          | 71,89      | x          | 71,89     |
| 9     | Mark Dry               | Großbritannien | 70,26      | x          | 71,03      | 71,03     |
| 10    | Roberto Sawyers        | Costa Rica     | 70,08      | x          | x          | 70,08     |
| 11    | Hassan Mohamed Mahmoud | Ägypten        | 68,47      | 67,38      | 69,87      | 69,87     |
| 12    | Javier Cienfuegos      | Spanien        | 68,88      | 69,73      | 68,69      | 69,73     |
| 13    | Kaveh Mousavi          | Iran           | 63,19      | 65,03      | x          | 65,03     |
| 14    | Amanmyrat Hommadow     | Turkmenistan   | 61,55      | 61,99      | x          | 61,99     |
| NM    | Kibwe Johnson          | USA            | x          | x          | x          | ogV       |
| NM    | Marco Lingua           | Italien        | x          | x          | x          | ogV       |

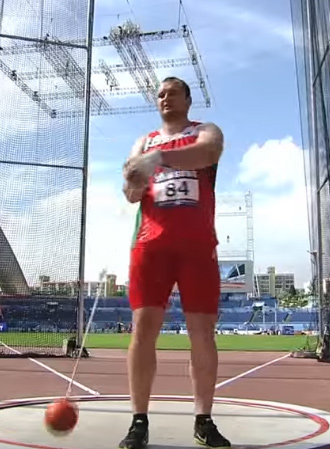
Pawel Barejscha – ausgeschieden mit 73,33 m

Weitere in Qualifikationsgruppe A ausgeschiedene Hammerwerfer:

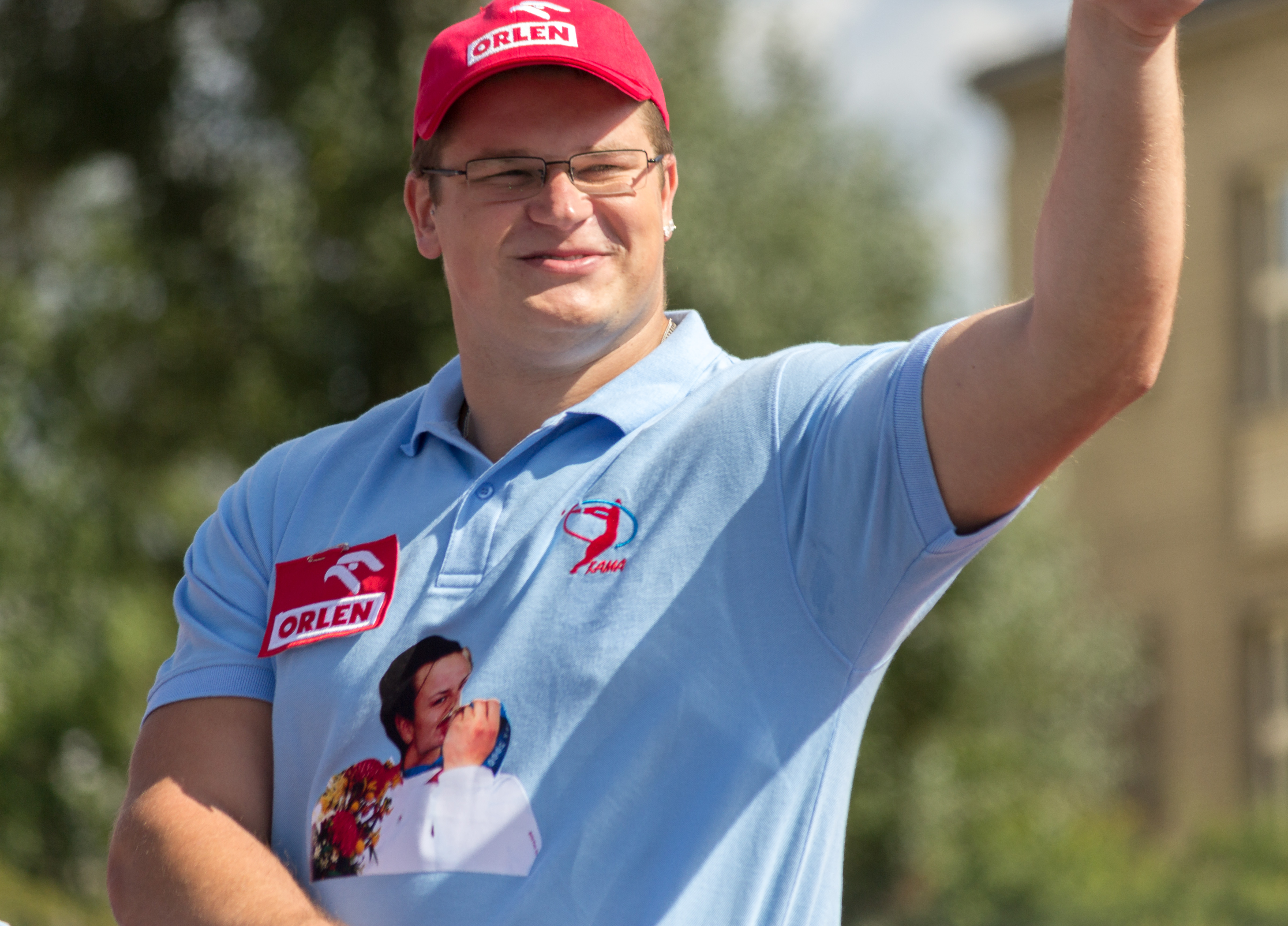
Paweł Fajdek – 72,00 m
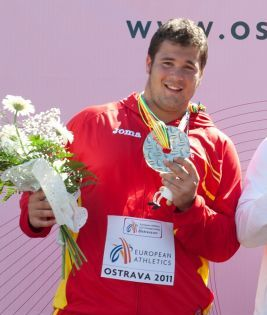
Javier Cienfuegos – 69,73 m
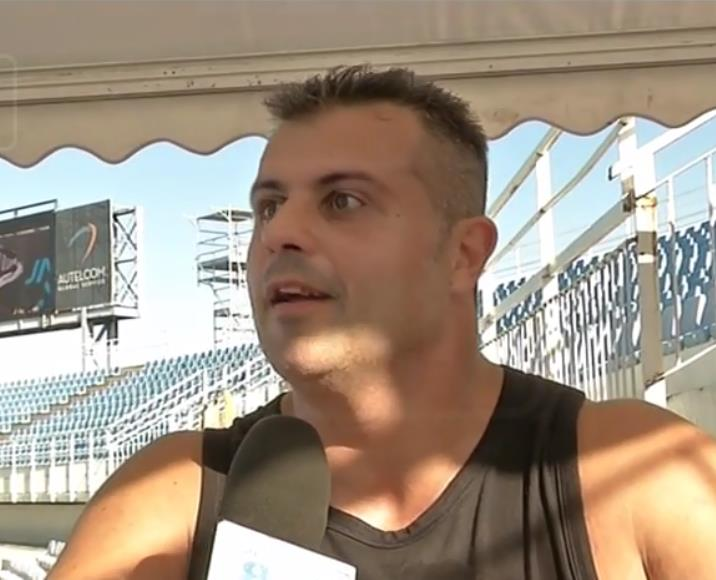
Marco Lingua – kein gültiger Wurf

### Gruppe B

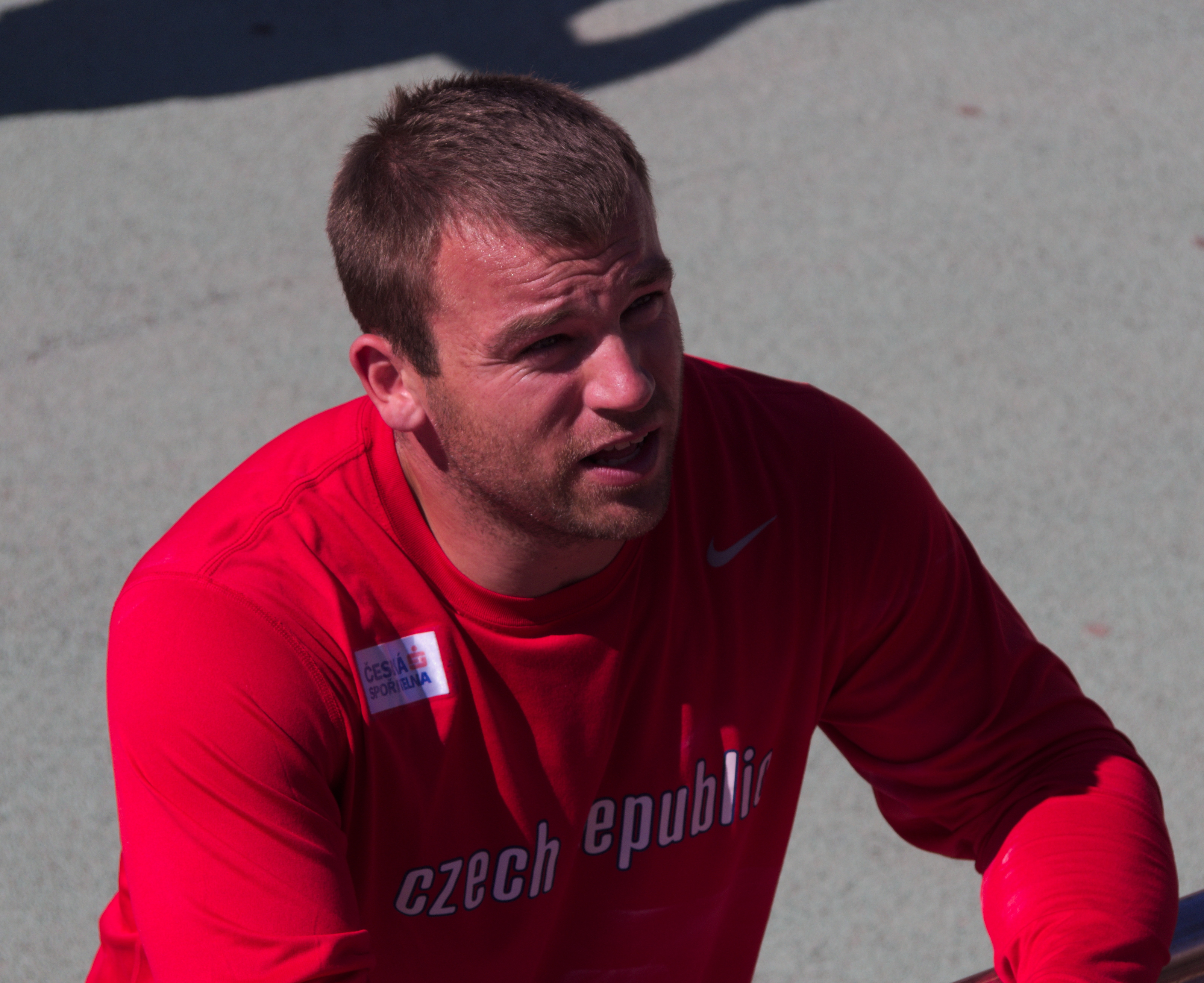
Lukáš Melich – ausgeschieden mit 73,14 m
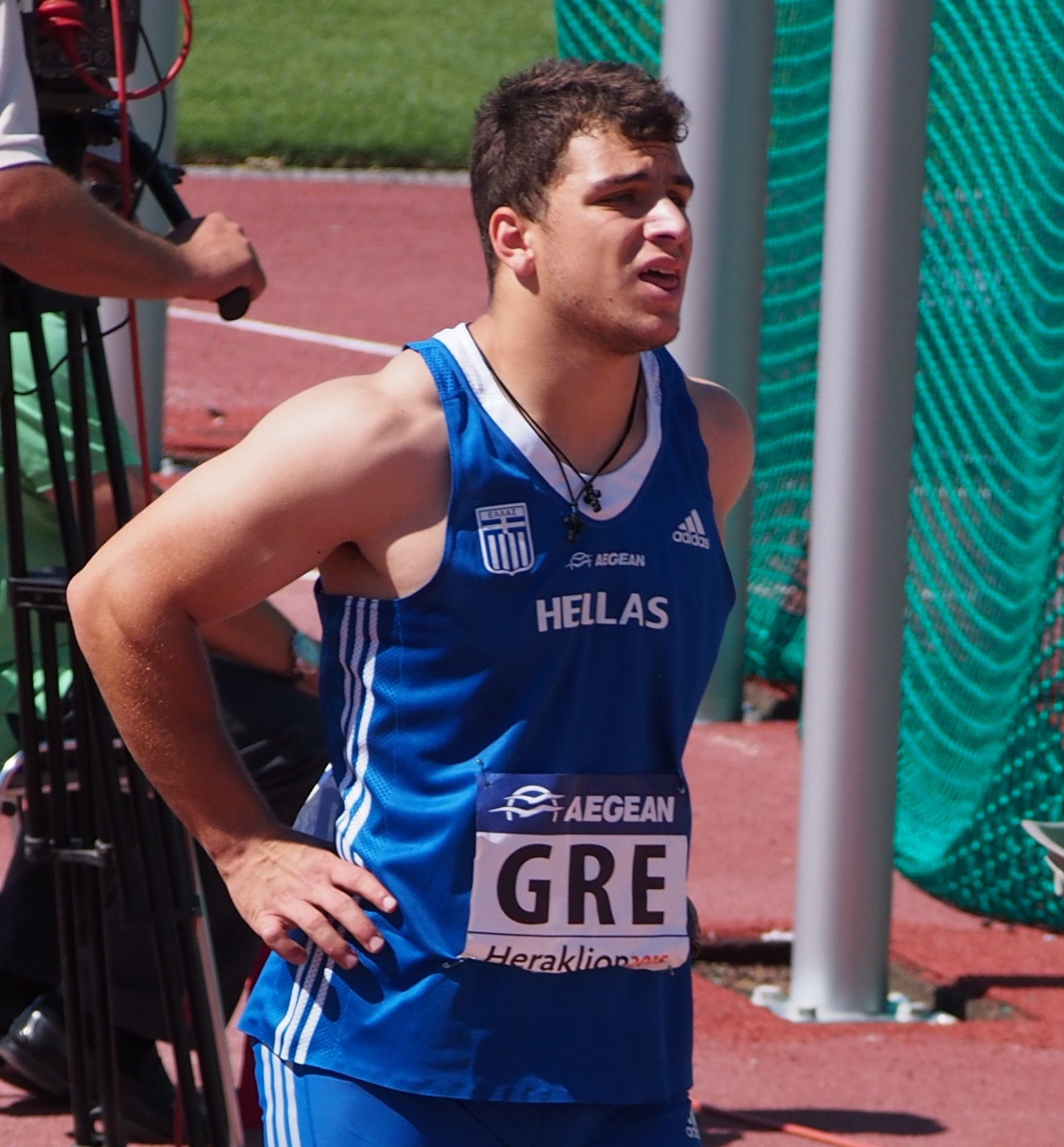
Michalis Anastasakis – ausgeschieden mit 71,28 m

17. August 2016, 11:05 Uhr
| Platz | Name                 | Nation         | 1. Versuch | 2. Versuch | 3. Versuch | Weite (m) |
| ----- | -------------------- | -------------- | ---------- | ---------- | ---------- | --------- |
| 1     | Wojciech Nowicki     | Polen          | 74,39      | 74,09      | 77,64      | 77,64     |
| 2     | Iwan Zichan          | Belarus        | 76,51      | –          | –          |           |
| 3     | Dilschod Nasarow     | Tadschikistan  | 75,46      | 76,39      | –          | 76,39     |
| 4     | Krisztián Pars       | Ungarn         | 73,54      | 75,49      | –          | 75,49     |
| 5     | Diego del Real       | Mexiko         | 73,20      | 75,19      | x          | 75,19     |
| 6     | Serghei Marghiev     | Moldau         | 74,97      | 73,74      | x          | 74,97     |
| 7     | David Söderberg      | Finnland       | 74,55      | 70,91      | 74,64      | 74,64     |
| 8     | Sjarhej Kalamojez    | Belarus        | 71,10      | 74,29      | 73,00      | 74,29     |
| 9     | Lukáš Melich         | Tschechien     | 70,73      | 73,14      | 72,54      | 73,14     |
| 10    | Conor McCullough     | USA            | 70,64      | 66,30      | 72,88      | 72,88     |
| 11    | Chris Bennett        | Großbritannien | 68,44      | 70,74      | 71,32      | 71,32     |
| 12    | Michalis Anastasakis | Griechenland   | 71,07      | x          | 71,28      | 71,28     |
| 13    | Nick Miller          | Großbritannien | x          | x          | 70,83      | 70,83     |
| 14    | Suhrob Xoʻjayev      | Usbekistan     | 68,83      | x          | 70,11      | 70,11     |
| 15    | Eşref Apak           | Türkei         | x          | x          | 70,08      | 70,08     |
| 16    | Pezhman Ghalehnoei   | Iran           | 69,15      | x          | x          | 69,15     |

## Finale
19. August 2016, 21:05 Uhr
| Platz | Name                  | Nation        | 1. Versuch | 2. Versuch | 3. Versuch | 4. Versuch                             | 5. Versuch                             | 6. Versuch                             | Weite (m) |
| ----- | --------------------- | ------------- | ---------- | ---------- | ---------- | -------------------------------------- | -------------------------------------- | -------------------------------------- | --------- |
| 1     | Dilschod Nasarow      | Tadschikistan | 76,16      | 77,24      | 78,07      | 77,17                                  | 78,68                                  | 77,68                                  | 78,68     |
| 2     | Iwan Zichan           | Belarus       | 76,13      | 77,43      | 73,48      | x                                      | 77,79                                  | 76,34                                  | 77,79     |
| 3     | Wojciech Nowicki      | Polen         | x          | 74,94      | 74,97      | x                                      | x                                      | 77,73                                  | 77,73     |
| 4     | Diego del Real        | Mexiko        | 73,35      | 73,58      | 76,05      | x                                      | 70,83                                  | 73,57                                  | 76,05     |
| 5     | Marcel Lomnický       | Slowakei      | 73,33      | 72,65      | 74,96      | 75,09                                  | 75,97                                  | 74,64                                  | 75,97     |
| 6     | Ashraf Amgad el-Seify | Katar         | 73,88      | 75,40      | 74,45      | 75,20                                  | 75,46                                  | 74,25                                  | 75,46     |
| 7     | Krisztián Pars        | Ungarn        | 74,77      | 75,15      | 75,28      | 74,89                                  | 74,62                                  | x                                      | 75,28     |
| 8     | David Söderberg       | Finnland      | 72,30      | x          | 74,61      | 74,38                                  | x                                      | x                                      | 74,61     |
|       |                       |               |            |            |            |                                        |                                        |                                        |           |
| 9     | Sjarhej Kalamojez     | Belarus       | 74,22      | 74,17      | 73,70      | nicht im Finale der besten acht Werfer | nicht im Finale der besten acht Werfer | nicht im Finale der besten acht Werfer | 74,22     |
| 10    | Serghei Marghiev      | Moldau        | 73,31      | 74,14      | x          | nicht im Finale der besten acht Werfer | nicht im Finale der besten acht Werfer | nicht im Finale der besten acht Werfer | 74,14     |
| 11    | Jewhen Wynohradow     | Ukraine       | 73,39      | x          | 74,11      | nicht im Finale der besten acht Werfer | nicht im Finale der besten acht Werfer | nicht im Finale der besten acht Werfer | 74,11     |
| 12    | Wagner Domingos       | Brasilien     | x          | 71,97      | 72,28      | nicht im Finale der besten acht Werfer | nicht im Finale der besten acht Werfer | nicht im Finale der besten acht Werfer | 72,28     |

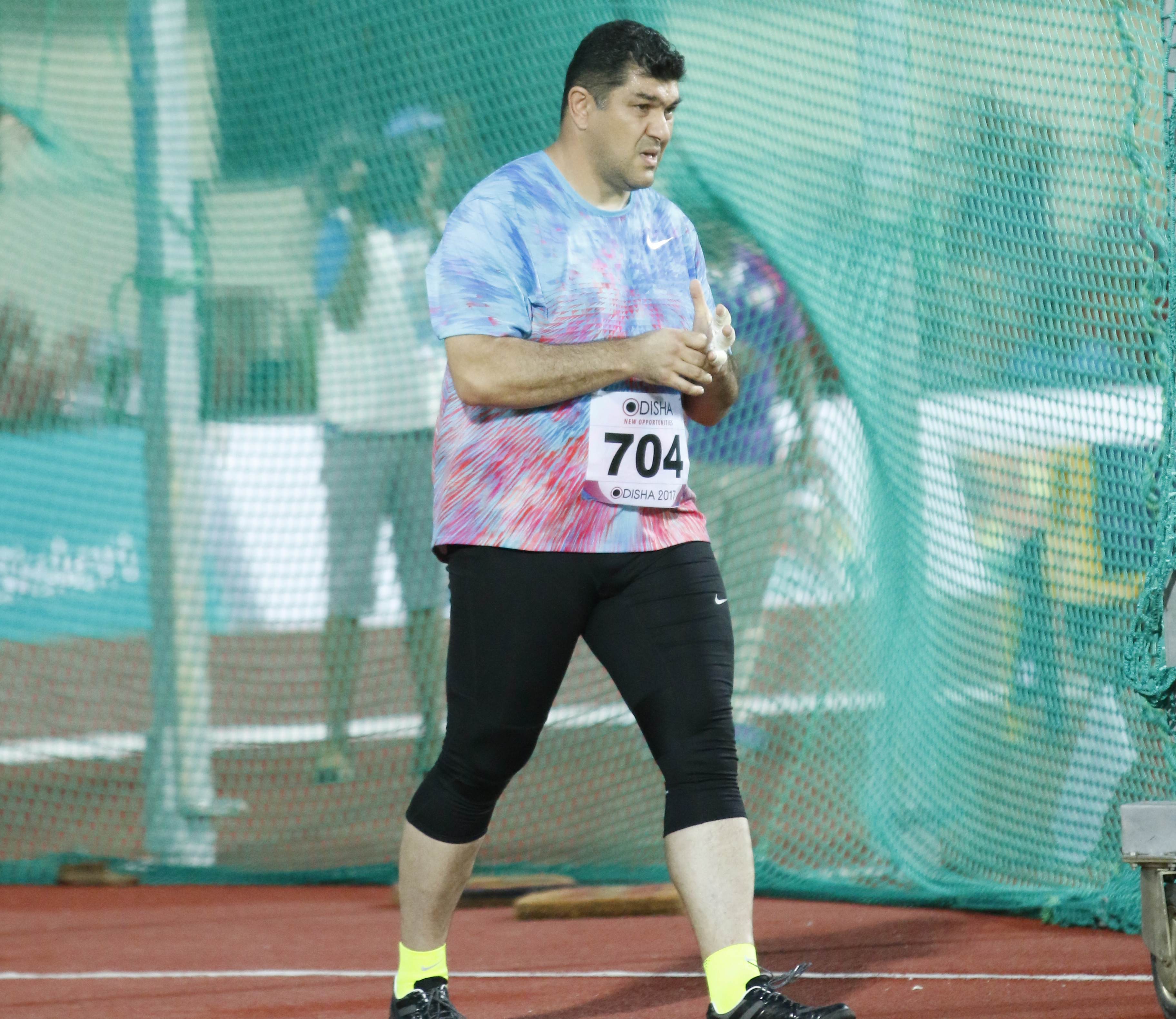
Olympiasieger wurde Dilschod Nasarow

Für das Finale hatten sich zwölf Athleten qualifiziert, zwei von ihnen direkt über die Qualifikationsweite, die anderen zehn über ihre Platzierungen. Die Teilnehmer kamen aus Brasilien, Finnland, Katar, Mexiko, Moldawien, Polen, Slowakei, Ukraine und Ungarn. Zudem nahmen zwei Weißrussen teil.
Jeder Werfer hatte zunächst drei Versuche, die Weiten der Qualifikationsrunde wurden nicht gewertet. Den besten acht Athleten standen im Anschluss weitere drei Versuche zur Verfügung.
Durch den dopingbedingten vom Weltleichtathletikverband IAAF (heute World Athletics) verhängten Ausschluss der russischen Leichtathleten von den Olympischen Spielen waren die drei Jahresbesten 2016 nicht dabei. Der ungarische Olympiasieger von 2012 Krisztián Pars hatte sich für das Finale qualifizieren können. Im Gegensatz zu ihm war der polnische Welt- und Europameister Paweł Fajdek in der Qualifikation gescheitert. Der Weißrusse Iwan Zichan, Weltmeister von 2003 und 2007, der in der Vergangenheit mehrfach als Dopingsünder aufgefallen war, durfte nach einer Sperre, die seine Teilnahme an den Spielen 2012 in London verhindert hatte, hier in Rio wieder dabei sein. Er hatte sich für das Finale qualifiziert und zählte wie Pars zum engeren Favoritenkreis. Weitere Medaillenanwärter waren Vizeweltmeister Dilschod Nasarow aus Tadschikistan und der polnische WM- und EM-Dritte Wojciech Nowicki.
In der ersten Finalrunde setzten sich Nasarow mit 76,16 m und Zichan mit 76,13 m an die Spitze. In Durchgang zwei wechselte die Führung. Zichan lag nun mit 77,43 m vor Nasarow mit 77,24 m. Im dritten Versuch verdrängte Nasarow dann seinen Gegner mit 78,07 m wieder von der Spitze, der Mexikaner Diego del Real schob sich mit 76,05 m auf Platz drei. Weitere Verbesserungen gab es im fünften Versuch. Nasarow gelangen 78,68 m, Zichan 77,79 m, wobei sich im Klassement nichts änderte. Im letzten Durchgang verdrängte Nowicki den Mexikaner del Real mit 77,73 m noch vom Bronzerang.
Dilschod Nasarow gelang der erste Olympiasieg überhaupt für Tadschikistan. Es war zugleich die erste Medaille des Landes in der Leichtathletik.

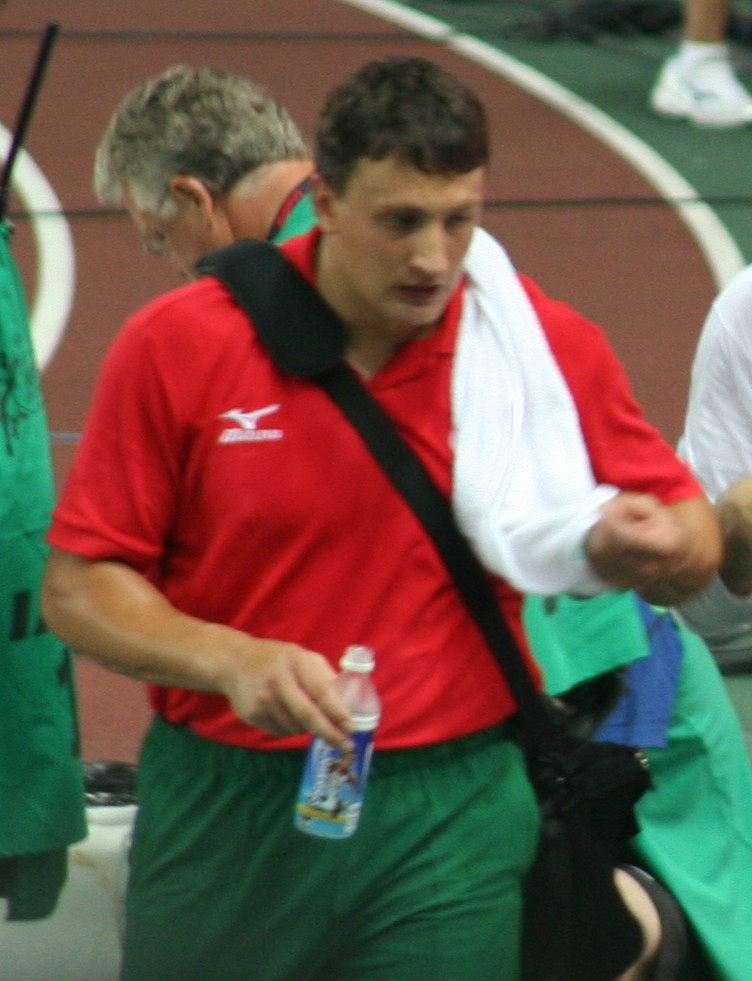
Silbermedaillengewinner Iwan Zichan
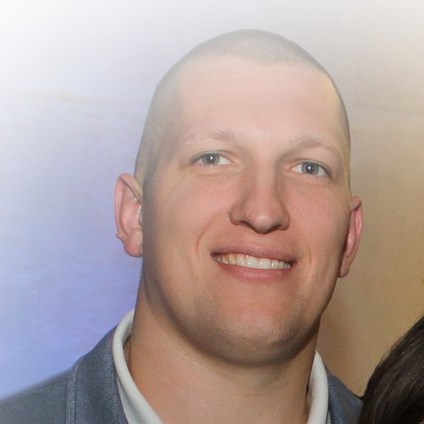
Bronze ging an Wojciech Nowicki
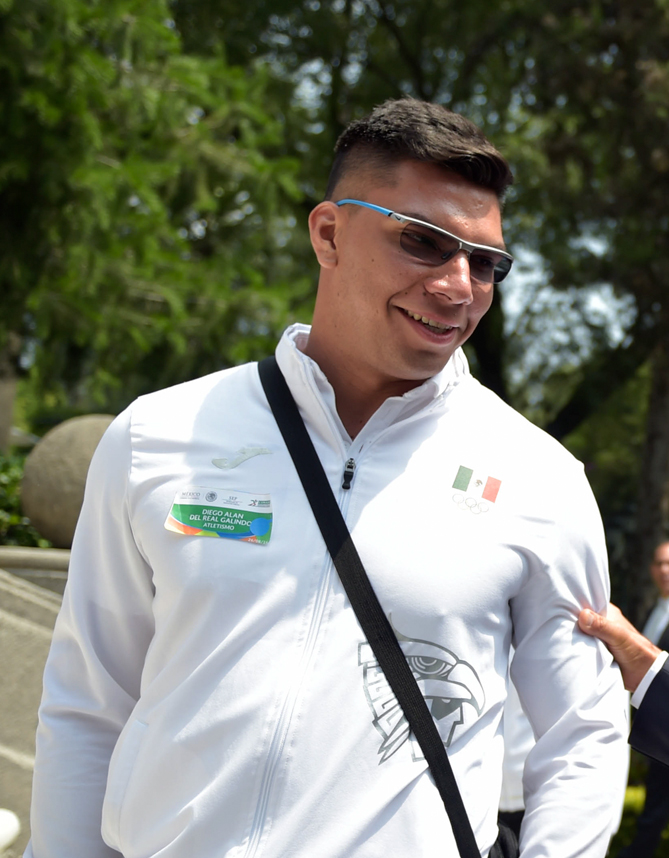
Diego del Real belegte den vierten Rang

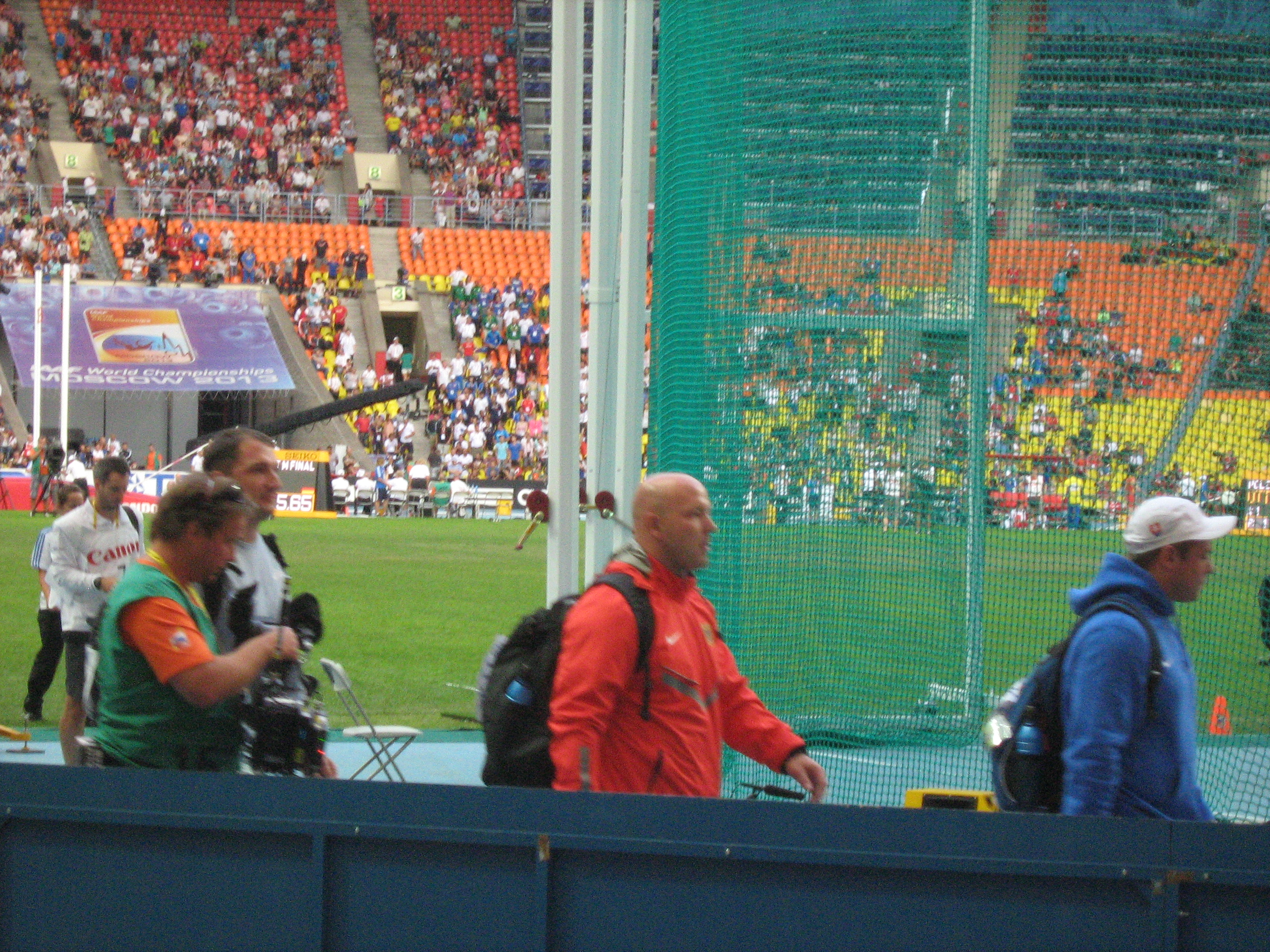
Marcel Lomnický (rechts) kam auf den fünften Platz
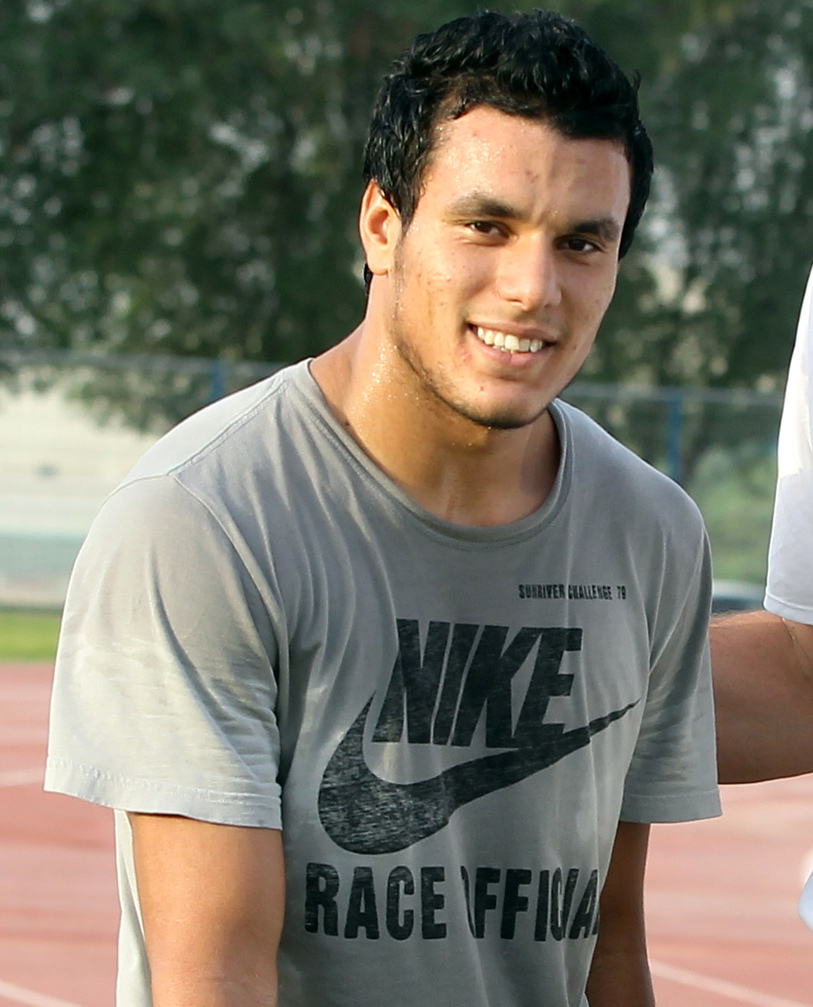
Ashraf Amgad Elseify wurde Olympiasechster
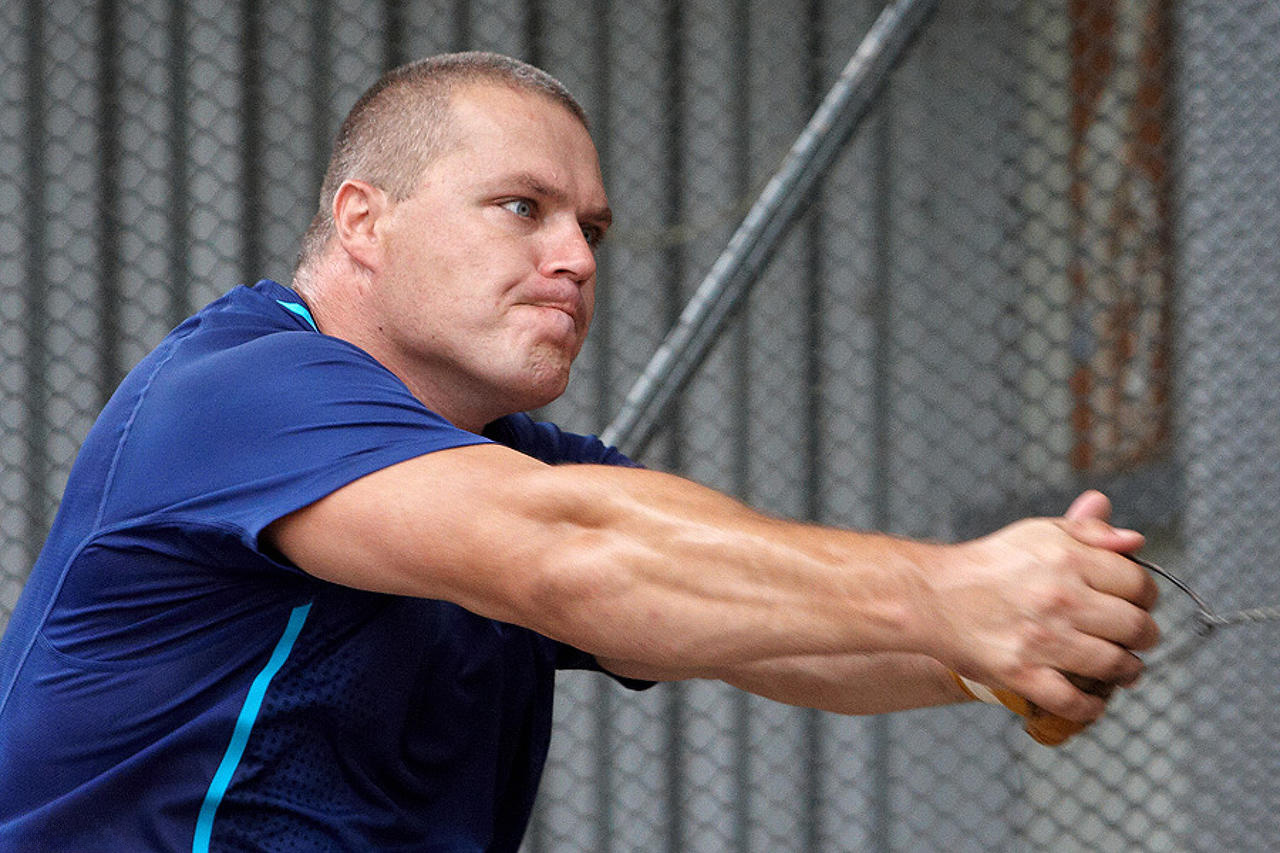
Krisztián Pars kam auf den siebten Rang

## Video
- Nazarov wins historic gold in Men's Hammer Throw, youtube.com, abgerufen am 4. Mai 2022